# Reabușkî, Lebedîn
Reabușkî (în ucraineană Рябушки) este localitatea de reședință a comunei Reabușkî din raionul Lebedîn, regiunea Sumî, Ucraina.

## Demografie
Componența lingvistică a localității Reabușkî
     Ucraineană (93,12%)
     Rusă (6,43%)
     Alte limbi (0,46%)
Conform recensământului din 2001, majoritatea populației localității Reabușkî era vorbitoare de ucraineană (93,12%), existând în minoritate și vorbitori de rusă (6,43%).